# Йоэль, Карл (предприниматель)
Карл А́мсон Йо́эль (нем. Karl Amson Joel; 20 ноября 1889 — 4 ноября 1982) — немецкий еврейский текстильный торговец и фабрикант, дедушка американского музыканта Билли Джоэла и его единокровного брата, британского дирижёра Александра Джоэла.

## Биография
Сын еврейского торговца текстилем, он основал в Нюрнберге компанию по доставке домашнего текстиля и одежды по почте в 1928 году и начал их производство в 1929 году. Как первая компания по доставке почтой, он также предлагал одежду последней моды, и вскоре его компания по доставке белья и одежды по почте стала одной из самых популярных в отрасли, наряду с Quelle, Witt Weiden и Schöpflin.
После прихода к власти национал-социалистов он всё чаще подвергался абсурдным обвинениям и клеветническим нападкам со стороны франконского гауляйтера Юлиуса Штрейхера в своей газете Der Stürmer из-за его еврейского происхождения. Поэтому в 1934 году он переехал в Берлин, где в 1935 году арендовал здания, принадлежавших Osram, в Веддинге и приобрёл новое оборудование для упаковки и транспортировки. Однако ему запретили перемещать свою швейную мастерскую, находившуюся в Нюрнберге, и её 150 сотрудников.
Однако в результате Нюрнбергских законов о расе препятствия (например, посылки, отмеченные буквой J) и меры бойкота (например, со стороны «арийских» поставщиков), а также давления на компанию с требованием «ариизировать» её, положение компании и самого Карла в Берлине всё ухудшалось. Наконец, 11 июля 1938 года ему пришлось продать свою компанию Йозефу Некерманну, который превратил её в Neckermann-Versand. При этом компания Neckermann в одностороннем порядке снизила первоначально согласованную закупочную цену с 2,3 миллиона рейхсмарок до 1,14 миллиона рейхсмарок. Некерманн уплатил уменьшенную покупную цену (1 079 960,70 рейхсмарки) на трастовый счёт в Bankhaus Hardy & Co. в Берлине. Лицом, имеющим право распоряжаться, был сам Йозеф Некерманн, поэтому Йоэль не получил с продажи ничего.
Карл Йоэль сбежал в Швейцарию со своей женой Метой в июле, где его сын Хельмут (позже названный Говардом, и вернувшийся потом в Германию в качестве солдата в конце Второй мировой войны) учился в школе-интернате Санкт-Галлена. Там Карл напрасно ждал своих денег, иск против банка был отклонён на том основании, что он был «нерезидентом» (нем. «Devisenausländer»). В то время как Некерманн и его родные переехали в берлинскую виллу, Карл Йоэль со своей семьёй жил без гроша в однокомнатной квартире в Цюрихе.
В августе 1938 года он был лишён немецкого гражданства, а через месяц его компания была экспроприирована. Йоэлы бежали на Кубу через Францию и Англию. Наконец, им удалось попасть в Соединённые Штаты, где Карл начал делать банты для волос в Нью-Йорке в 1942 году.
После того, как после Второй мировой войны в ФРГ было восстановлено верховенство закона, Йоэлю удалось в 1957 году получить компенсацию от Неккермана в размере двух миллионов немецких марок за сделку — часть первоначальной стоимости и без компенсации за потерю прибыли (формально компания принадлежала Йоэлю ещё месяц после заключения сделки). Он вернулся в Нюрнберг в 1964 году со своей женой Метой (умерла 10 сентября 1971 года).
Йоэль был дедушкой музыканта Билли Джоэла и его сводного брата, дирижёра Александра Джоэла.

## Встреча потомков
В 2001 году была организована встреча представителей семей Йоэля и Некерманна, которая была записана режиссёром-документалистом Беатой Тальберг. Встреча осталась безрезультатной: долгожданное примирение между семьями не было достигнуто, поскольку потомки Йозефа Неккермана, Лукас, Юлия и Маркус, не видели причин считать несправедливыми действия своего деда.
- Беата Тальберг: Дело Йоэля. История двух семей. Германия/Австрия. 2001 г.
- Некерманн, невозможно. Отзыв Дэниела Ферша в taz, 19 декабря 2001 г.